# Drino facialis
Drino facialis är en tvåvingeart som först beskrevs av Townsend 1928.  Drino facialis ingår i släktet Drino och familjen parasitflugor. Inga underarter finns listade i Catalogue of Life.